# گرد آودم
گرد آودم (انگلیسی: Gerd Audehm؛ زادهٔ ۱۴ اوت ۱۹۶۸) دوچرخه‌سوار اهل آلمان است.